# Анашкин, Геннадий Владимирович
Генна́дий Влади́мирович Ана́шкин (род. 17 декабря 1968, Куйбышев, СССР) — российский военачальник. Герой Российской Федерации (2008), генерал-полковник (2023). Начальник Общевойсковой академии Вооружённых сил Российской Федерации с ноября 2024 года.

## Биография
Геннадий Владимирович Анашкин родился 17 декабря 1968 года в городе Куйбышеве (ныне Самара).
В июне 1987 года был призван на срочную службу в ряды Советской Армии, проходил службу в Группе советских войск в Германии.
В августе 1989 года поступил в Рязанское высшее воздушно-десантное командное училище им. Ленинского Комсомола, по окончании которого в 1993 году был направлен на службу в 337-й гвардейский парашютно-десантный полк (104-я гвардейская воздушно-десантная дивизия, Ульяновск), с августа того же года командовал там парашютно-десантным взводом. В августе 1994 года был назначен на должность заместителя командира, а в июле 1995 года — на должность командира парашютно-десантной роты в этом же полку.
С апреля 1998 года служил в 116-м отдельном парашютно-десантном батальоне (31-я гвардейская отдельная воздушно-десантная бригада, Ульяновск), где командовал ротой.
С декабря 1999 по август 2000 года Г. В. Анашкин служил в командировке в бывшей Югославии, где командовал парашютно-десантным батальоном в составе Миротворческих сил в Республике Босния и Герцеговина.
В 2003 году окончил Общевойсковую академию Вооружённых Сил РФ.
С июня 2003 года служил на должности начальника штаба — заместителя командира 226-го, а с сентября — 285-го учебных парашютно-десантных полков 242-го учебного центра подготовки младших специалистов ВДВ (Омск).
В августе 2006 года был назначен на должность начальника штаба — заместителя командира 31-й отдельной гвардейской воздушно-десантной бригады (Ульяновск). В составе сводных подразделений находился в командировках в Чечне в период первой и второй чеченских войн.
С июня 2007 года командовал 104-м гвардейским десантно-штурмовым полком (76-я гвардейская десантно-штурмовая дивизия, Псков). Официально утром 8 августа 2008 года полк был поднят по тревоге и через несколько часов полковник Геннадий Владимирович Анашкин во главе батальонной тактической группы вылетел в Северную Осетию. В ночь на 9 августа группа под командованием Анашкина начала марш в Южную Осетию и к утру 9 августа вышла к Цхинвалу. 10 августа группа в составе двух парашютно-десантных рот на БМД, усиленная четырьмя самоходными орудиями «Нона» и четырьмя БТР направилась в рейд к городу Гори. В пути группа подвергалась атакам грузинской авиации, а зенитными средствами был сбит штурмовик.
В районе села Хетагурово группа была обстреляна грузинскими танками, но после боя те отступили. Наступая от Шиндиси к Гори, группа Анашкина атаковала и уничтожила склад военного имущества у села Вариани. 12 августа после упорного боя была захвачена господствующая высота с телевышкой, была уничтожена артиллерийская батарея грузин. В ходе рейда группа потеряла одного военнослужащего погибшим, девять было ранено.
Указом Президента Российской Федерации от 5 сентября 2008 года «за мужество и героизм, проявленные при выполнении воинского долга», гвардии полковнику Геннадию Владимировичу Анашкину присвоено звание Героя Российской Федерации с вручением медали «Золотая Звезда» (№ 917).
Анашкин продолжил службу в Российской Армии. По итогам 2008 года полк под командованием полковника Геннадия Анашкина был признан лучшим полком в ВДВ России.
С августа 2009 года — заместитель командира 106-й гвардейской воздушно-десантной дивизии. С ноября 2010 по январь 2011 года — исполняющий обязанности командира 106-й гвардейской воздушно-десантной дивизии.
В 2012 году окончил Военную академию Генерального штаба Вооружённых сил РФ.
С августа 2012 по август 2014 года командир 31-й гвардейской отдельной десантно-штурмовой бригады.
С августа 2014 года — заместитель командующего 58-й общевойсковой армией Южного военного округа.
Указом Президента РФ от 11 декабря 2015 года присвоено воинское звание генерал-майор.
С июля 2017 года — заместитель командующего 8-й общевойсковой армией Южного военного округа.
Указом Президента РФ № 355 от 11 июня 2021 году присвоено воинское звание генерал-лейтенант.
С 25 сентября 2021 по 11 января 2022 года — командующий Российским миротворческим контингентом в Нагорном Карабахе.
7 сентября 2023 года присвоено воинское звание генерал-полковник.
На 15 мая 2024 года — врио командующего войсками Южного военного округа.
23 ноября 2024 года стало известно, что Геннадий Анашкин снят с должности и возглавил Общевойсковую академию Вооружённых сил Российской Федерации.

## Награды
- Герой Российской Федерации (5 сентября 2008);
- Орден «За заслуги перед Отечеством» 2-й степени (2024);
- Орден «За заслуги перед Отечеством» 3-й степени с мечами (2022)[8];
- Орден «За заслуги перед Отечеством» 4-й степени с мечами;
- Орден Александра Невского;
- Орден Кутузова;
- Три ордена Мужества;
- Орден «За военные заслуги» (7.04.2001);
- Медаль ордена «За заслуги перед Отечеством» 2-й степени с мечами (29.01.1997);
- Медаль «За отвагу» (18.05.2000);
- Медаль Суворова (21.02.2000);
- Орден «Уацамонга» (20.02.2019, Южная Осетия)[9];
- Медали РФ.